# Pterocryptis gangelica
Pterocryptis gangelica és una espècie de peix de la família dels silúrids i de l'ordre dels siluriformes.

## Morfologia
Els mascles poden assolir els 18 cm de llargària total.

## Distribució geogràfica
Es troba al riu Ganges a l'Índia i a Bangladesh.